# St. Nikolaus (Pretzsch)
Die evangelische Stadtkirche St. Nikolaus befindet sich in Pretzsch, einem Ortsteil der Stadt Bad Schmiedeberg.

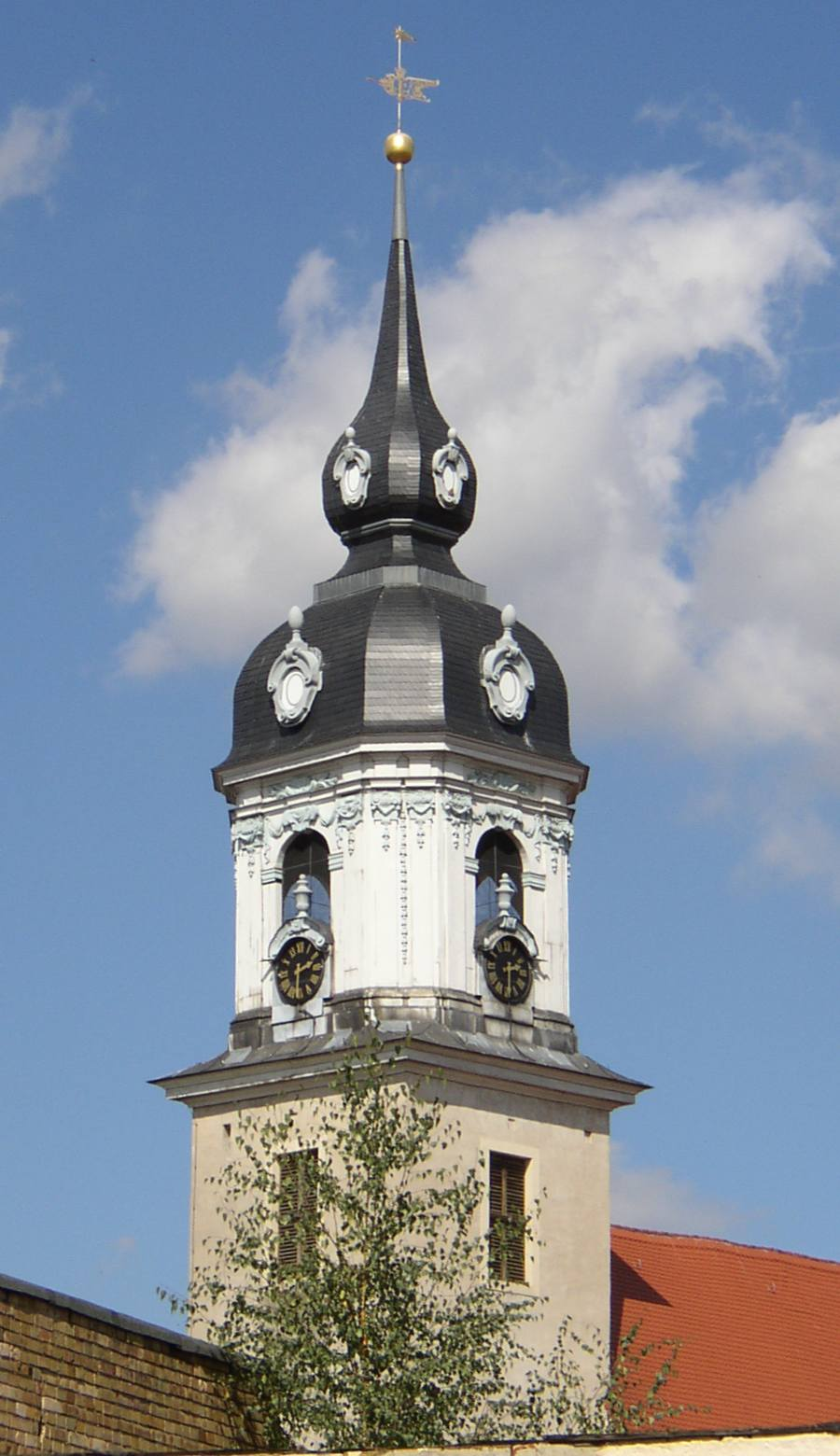
Kirchturm Pretzsch

## Geschichte
Eine Peter-und-Paul-Kirche in Pretzsch wird bereits im 15. Jahrhundert in einer Stiftung der damaligen Fischer-Innungen erwähnt. In der Kirche befand sich ein dem heiligen Nikolaus gewidmeter Altar. Diese Kirche, der Vorgängerbau der jetzigen, war vermutlich eine dreischiffige gotische Hallenkirche. Sie wurde während des Dreißigjährigen Krieges im Jahr 1637 von schwedischen Truppen zerstört.
Der Wiederaufbau erfolgte bis 1652 unter Wolf Christoph von Arnim, der auch den neuen Altar und die Kanzel stiftete. Eingeweiht wurde die Kirche am 6. Dezember 1652.
In den Jahren 1720 bis 1727 wurde auf Veranlassung der im Schloss Pretzsch residierenden damaligen Kurfürstin Christiane Eberhardine mit einer barocken Umgestaltung des Bauwerks zur Hofkirche begonnen. Die Entwürfe dazu stammten von Matthäus Daniel Pöppelmann. Die Fürstenloge, die Emporen sowie die Deckenmalereien stammen aus dieser Zeit. Beendet wurden die Arbeiten nach dem Tod der Kurfürstin mit einem Turmaufsatz, dessen Wetterfahne eine Krone, das Monogramm der Fürstin und ihr Sterbejahr zeigen. 
In den Jahren 1896 und 1993 erfolgten Restaurierungen am Bau.

## Architektur
Die Kirche ist ein verputzter Backsteinbau mit eingezogenem rechteckigem Chor sowie einem in westlicher Richtung liegenden Turm. Das Südportal und die spitzbogigen Fenster in der Ostwand des Chores sind spätgotisch. An der Südseite des Chores befindet sich ein zweigeschossiger Anbau aus der Zeit um 1570. Der Sakristeianbau an der Chornordseite stammt aus dem Jahr 1629 und wurde ab 1720 zur Fürstenloge umgestaltet. Der von Pöppelmann entworfene oktonale Turmaufsatz ist an den Ecken mit Phantasiekapitellen und Blütenschüren dekoriert.
Je vier hohe Segmentbogenfenster in der nördlichen und südlichen Wand des Schiffes geben diesem Licht.
Die Kirche ist annähernd geostet.

## Ausstattung

### Chorraum und Schiff

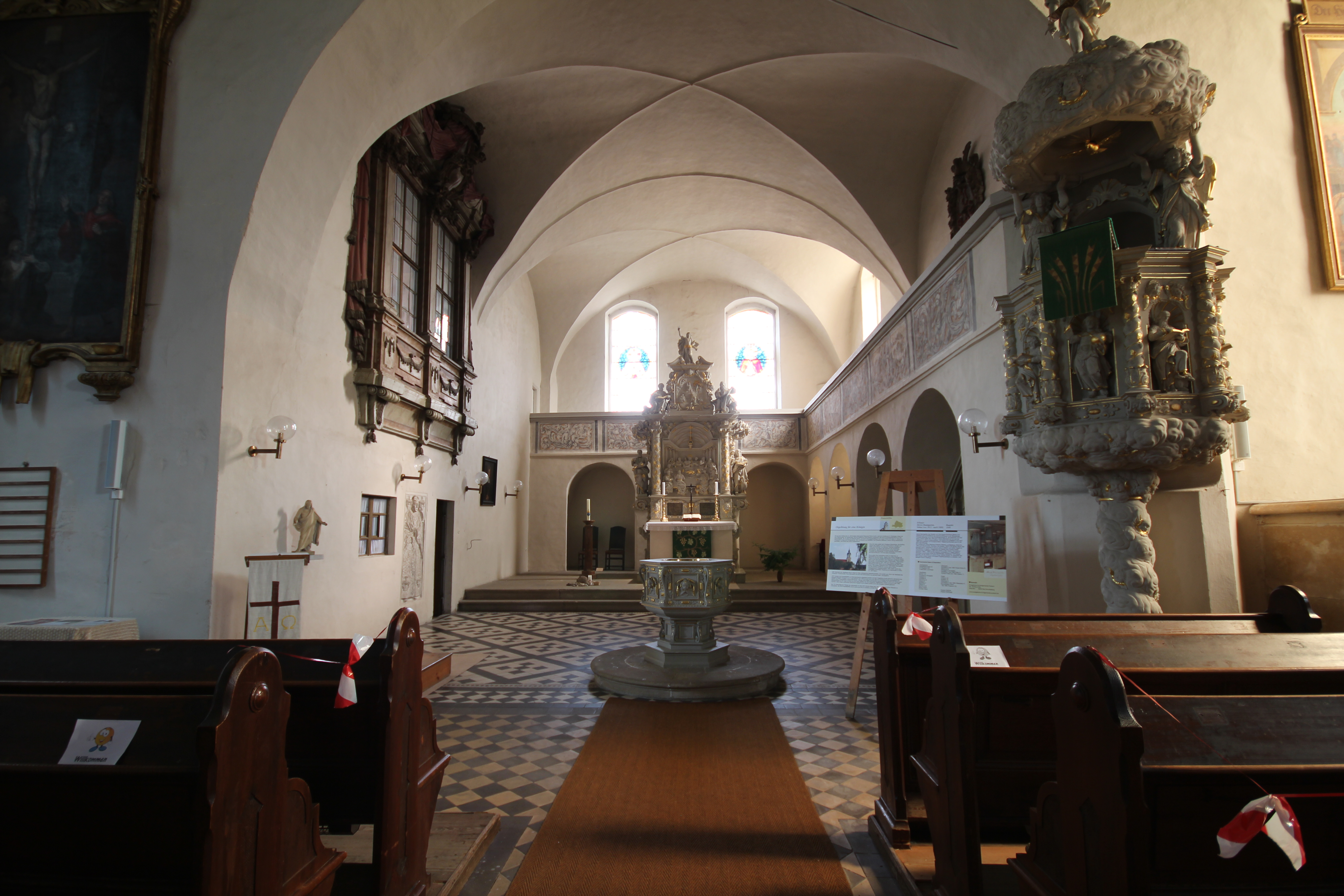
Chorraum mit Fürstenloge, Altar und Kanzel

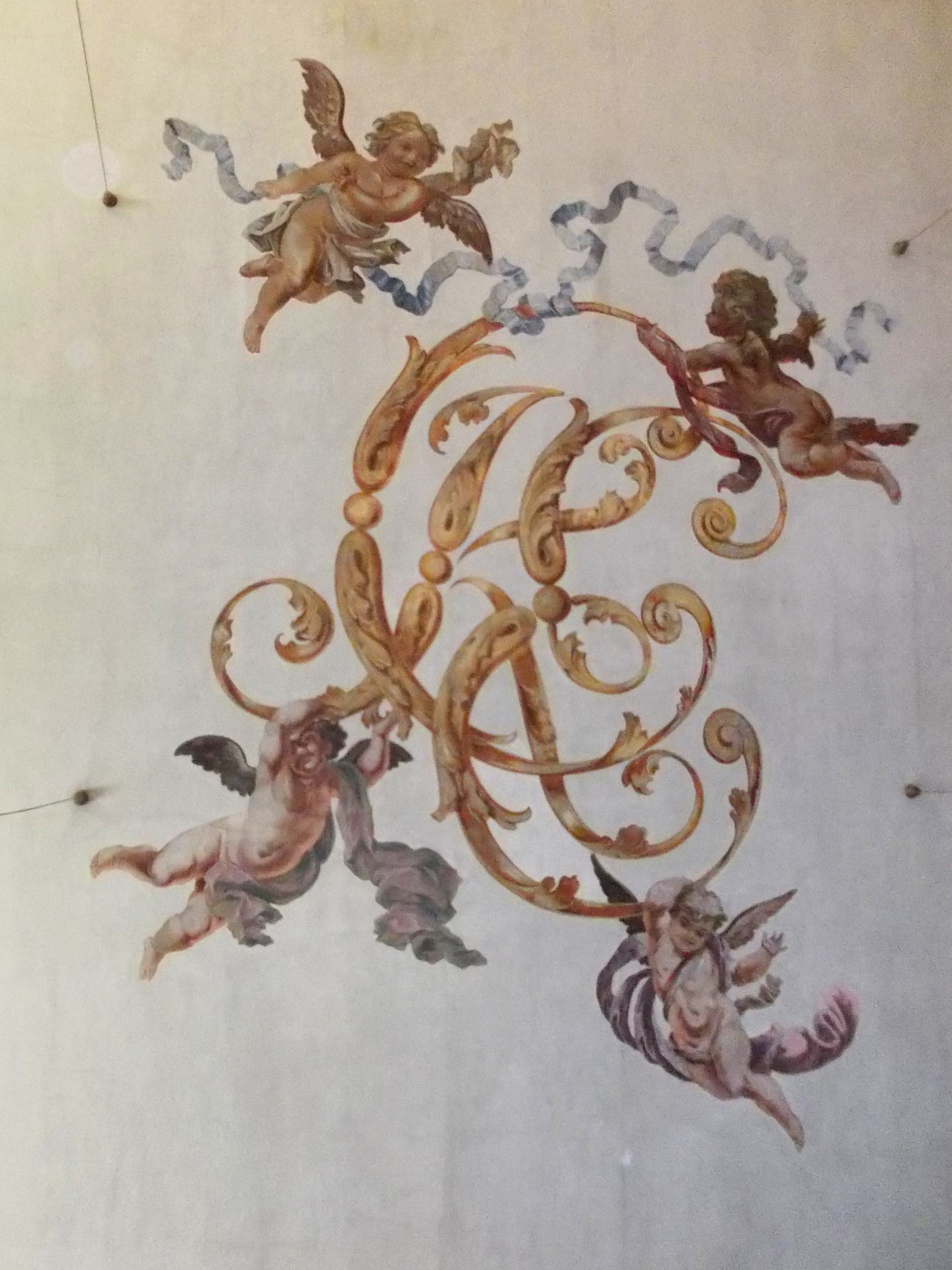
Putti mit dem Monogramm der Christiane Eberhardine

Die Decke des Chorraumes ist kreuzgratgewölbt. Die laufgangartigen Emporen im Osten und Süden des Raumes stammen aus der Zeit um 1570. Das gesamte Schiff der Kirche wurde nach 1720 neu gestaltet und hat eine flache Gipsdecke mit Malereien aus dem Barock. Diese sind als Putti mit dem Monogramm der Christiane Eberhardine ausgeführt. In den Ecken der Decke sind die Stamm-Wappen der Fürsten zu sehen. In der Südostseite des Schiffs liegt vor einem Triumphbogen die Gruft der Kurfürstin. Eine dreiseitige Doppel-Empore erstreckt sich über etwa dreiviertel des Kirchenschiffes, lediglich oberhalb der Gruft und auf der gegenüberliegenden Seite befindet sich keine Empore. Die obere Empore wird an der Westseite des Schiffes durch die dort aufgestellt Orgel durchbrochen.

### Altar
Aus dem Jahr 1652 stammt das spätmanieristische Altarretabel. Entworfen wurde dieses von Johann Georg Kretzschmar. In der Mitte des Aufsatzes befindet sich ein von gedrehten und weinlaubumwundenen Säulen gerahmtes Relief mit der Darstellung des Abendmahls. Seitlich befinden sich auf Konsolen die vier Evangelisten Matthäus und Markus, Lukas und Johannes. Über dem Giebel ist der auferstandene Christus zu sehen. Insgesamt ist der Altar reich mit Knorpelwerk und Goldverzierungen dekoriert. Gestiftet wurde der Altaraufsatz von zehn Offizieren aus dem Regiment des Wolf Christoph von Arnim, deren Namen und Wappen sich auf der Rückseite desselben befinden. Der Altar hat eine große Übereinstimmung mit dem Altar der ehemaligen Schlosskirche in Dresden-Pillnitz, welcher ebenfalls durch Kretzschmar entworfen wurde.

### Taufe und Kanzel

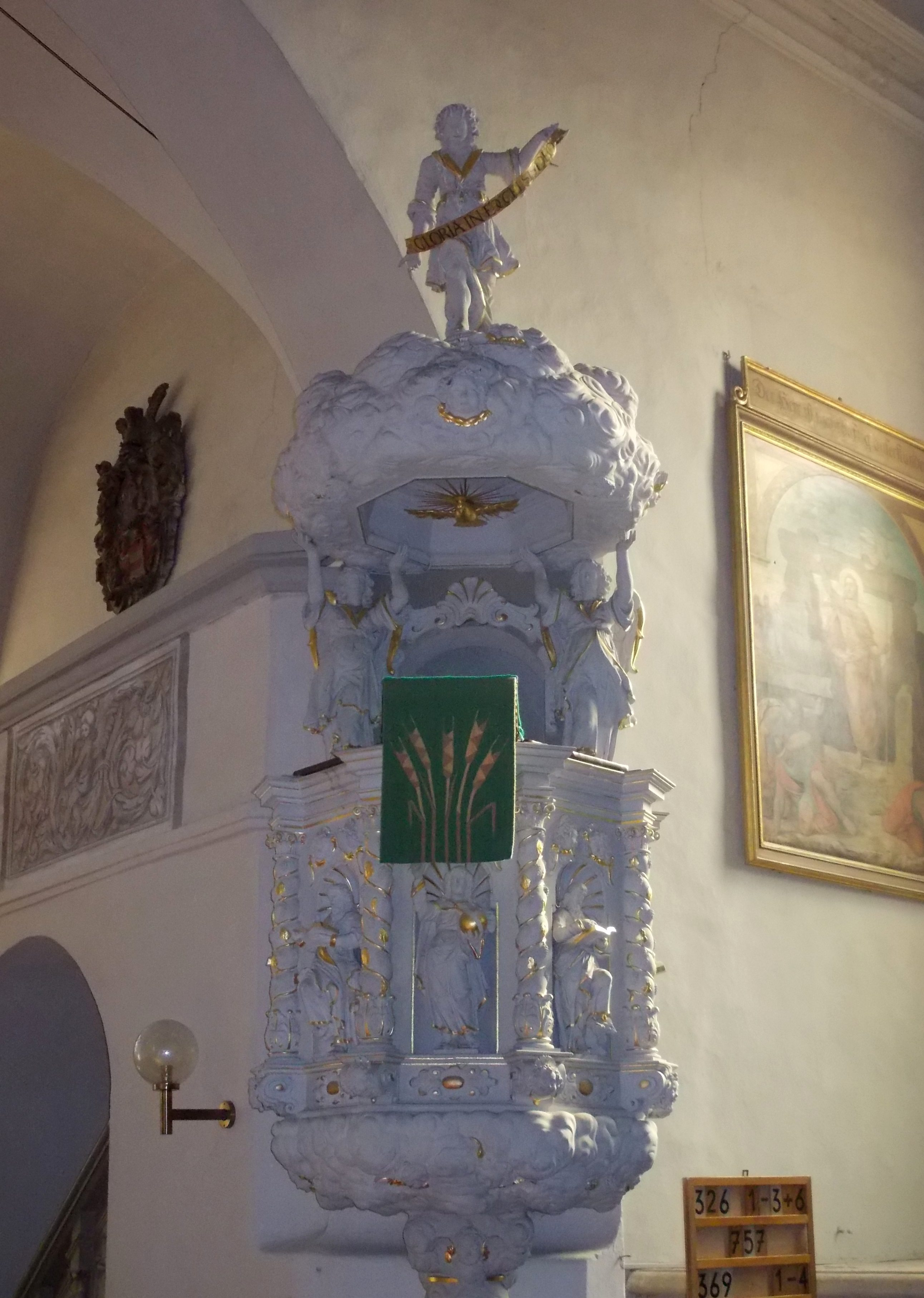
Kanzel

Die sechseckige, aus Sandstein gefertigte Taufe stammt aus dem Jahr 1896 und wurde dem hölzernen Original der von Kretzschmar 1652 errichteten Taufe nachempfunden. Im Original erhalten ist eine Sandsteinkanzel, deren Entwurf ebenfalls von Kretzschmar stammt und auch über ein Signum von ihm verfügt. An der heutigen Stelle befindet sich die Kanzel jedoch erst seit dem Umbau der Kirche im Jahr 1720. Der Korb der Kanzel ist mit gedrehten Säulen sowie mit Skulpturen von Christus und den Evangelisten versehen. Der von zwei Engeln getragene Schalldeckel ist mit einer Wolkendecke verziert. Über ihm ist ein Engel mit einem Spruchband zu sehen.

### Gemälde
Das nördlich des Triumphbogens befindliche Gemälde mit der Darstellung der Kreuzigung stammt von David Hoyer aus Leipzig und wurde 1716 durch die Kurfürstin gestiftet.
Rechts neben der Kanzel ein von Friedrich Olivier aus Dessau (Nazarener Schule) um 1850 geschaffenes Auferstehungsgemälde.

### Epitaphe und Grabplatten
Vor der Gruft der Kurfürstin Eberhardine befindet sich ein Epitaph für Wolf Christoph von Arnim und seine Frau Catharina Dorothea, geborene Gräfin von Hoym, welches angeblich in der Gegenwart von Kurfürst Johann Georg II. aufgestellt wurde. Zwei hölzerne Doppelgrabmale befinden sich unter der westlichen Empore. Diese wurden für Dorothea Elisabeth von Arnim und Christoph Adam von Arnim sowie für Magdalena Sophie von Arnim und Ludwig August von Arnim errichtet. Die Grabmale befanden sich ursprünglich in der ehemaligen Schlosskapelle und sind stilistisch einheitlich mit dem Altar der Schlosskapelle ausgeführt. Dieser befindet sich heute in der Kirche von Sachau. Hinter dem Altar befindet sich eine im Stil der Renaissance ausgeführte Grabplatte für Anna von Millnitz, geborene Kannin aus dem Hause Klöden. Neben der Sakristeitür befindet sich die Grabplatte für Margaretha von Blankenburg, geborene Haugwitz.

### Außengebäude
Ein Sandsteinrelief aus der Zeit um 1570 mit der Darstellung des Weltgerichts ist an der Außenfassade vom südöstlichen Anbau angebracht und stammt vermutlich von Christoph Walther II. Leider ist der untere Teil der Platte mit der Auferstehung der Toten zerstört. An der Südfassade des Kirchturms befindet sich ein spätgotischer Grabstein des Ritters Heinrich Löser, gestorben 1493. Ebenso sind hier die Grabplatten einer Frau aus der Zeit der Renaissance aus dem Anfang des 17. Jahrhunderts und weitere zwei barocke Inschriftengrabsteine zu finden.

## Orgel

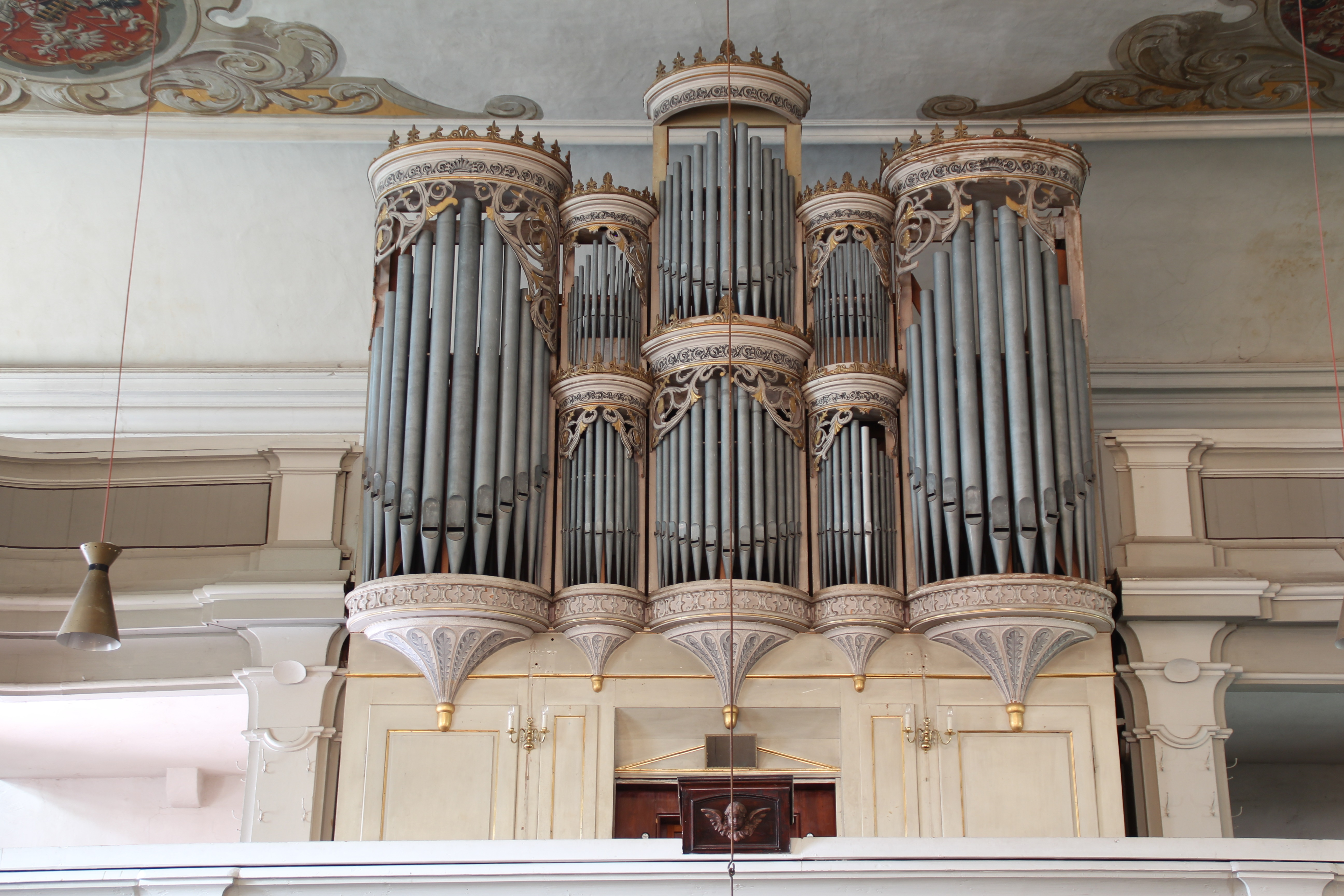
Prospekt der Baumgarten-Orgel

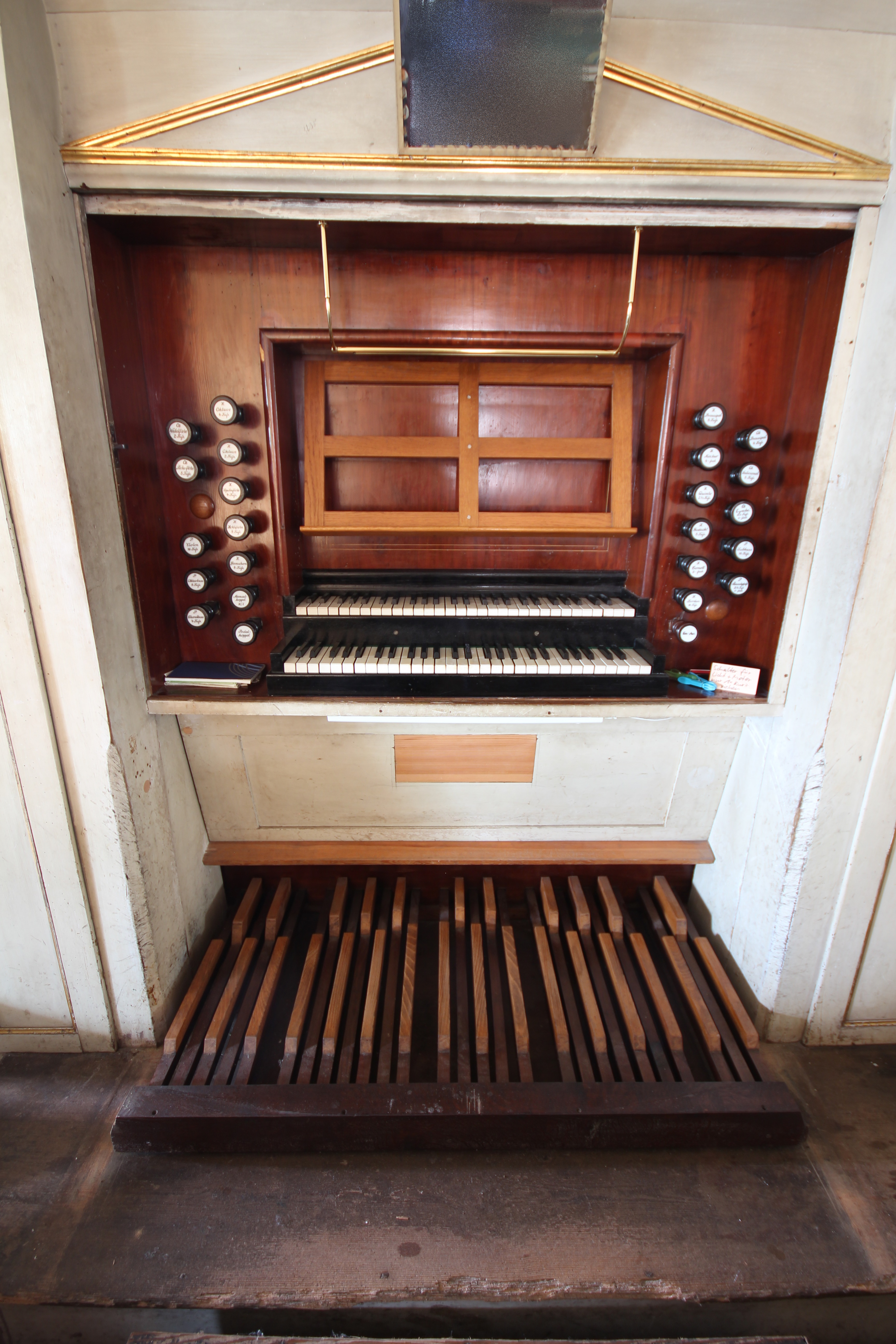
Spielschrank der Baumgarten-Orgel

Zur Zeit der Umgestaltung der Kirche ab 1720 war bereits eine Orgel vorhanden, die über diese Arbeiten hinweg beibehalten wurde. Erst 1767 wurde zum Preis von 300 Talern und der Inzahlungnahme der alten Orgel ein neues Instrument geliefert, das von der in Torgau wirkenden Orgelbauerfamilie Flemming erbaut wurde.
Die heutige Orgel der Kirche wurde 1846 von Moritz Baumgarten aus Zahna mit 21 Registern auf zwei Manualen und Pedal erbaut, sie wird von Schleifladen mit mechanischer Traktur gesteuert. Die Orgel blieb nicht unverändert: Im Jahr 1917 mussten die Prospektpfeifen zu Kriegszwecken abgegeben werden, diese konnten erst 1953 Dank einer Materialspende der westdeutschen Partnergemeinde durch Zinkpfeifen ersetzt werden. Aufgrund eines Dachschadens eingedrungenes Wasser machte die Orgel kurz darauf unspielbar, eine Reparatur mit Austausch einiger Register wurde 1960 durch die ortsansässige Werkstatt Eduard Fritz Köhlers durchgeführt. Bei dieser Gelegenheit wurden auch die drei bis dahin vorhandenen Sperrventile für die drei Werke stillgelegt. Zwei davon sind als verschlossene Manubrien im Spielschrank zu erkennen, an Stelle des dritten wurde durch Rainer Wolter, Zudar ein Motor- und Lichtschalter eingebaut, als er im 1. Halbjahr 2003 eine Reinigung mit einigen kleineren Reparaturen durchführte. Die Disposition lautet nach der Beschriftung am Spielschrank:
| I Hauptwerk C–f3 |       |
| Bordun           | 16′   |
| Prinzipal        | 8′    |
| Gedackt          | 8′    |
| Hohlflöte        | 8′    |
| Gemshorn         | 8′    |
| Oktave           | 4′    |
| Spitzflöte       | 4′    |
| Quinte           | 2 ⁄3′ |
| Oktave           | 2′    |
| Cornett III      | 2′    |
| Mixtur IV        |       |

| II Oberwerk C–f3 |    |
| Rohrflöte        | 8′ |
| Salizional       | 8′ |
| Prinzipal        | 4′ |
| Waldflöte        | 2′ |
| Cymbel III       |    |

| Pedal C–d1       |     |
| Violon           | 16′ |
| Subbaß           | 16′ |
| Oktavbaß         | 8′  |
| Choralbaß        | 4′  |
| Rauschpfeife III |     |

- Koppeln: II/I, I/P
- Anmerkungen:

1. 1 2  Prospektregister.
2. ↑  ab a0
3. 1 2 3 4  im Rahmen der Reparatur 1960 neu angefertigt
4. ↑  vorher Flauto Dolce 8′
5. ↑  vorher Flöte 2′
6. ↑  vorher Oktave 1′
7. ↑  vorher Posaune 16′

## Geläut
Der Turm beherbergt ein aus zwei Glocken bestehendes Geläut, dessen Historie sich aus einem überlieferten „Fragebogen Glocken-Archiv“ ermitteln lässt:
| Nr. | Gussjahr | Gießer, Gussort               | Material | Masse (kg)    | Schlagton | Inschrift | weiteres Schicksal                                                                      |
| --- | -------- | ----------------------------- | -------- | ------------- | --------- | --- | --------------------------------------------------------------------------------------- |
| 1   | 1657     | George Billig, Kemberg        | Bronze   | 14 Zentner    | ?         | Wolf Christoph nobilis Heros Saxoni Arnimbius Struxit ut has aedes 1652 igne dates cineri 1637 Sic huius cura sonat aes hoc 1657 aere sonante Fac ut adveniat mortua Christe cohors M. Nic. Günther Past. Loci Gos mich George Billig Gott allein die Ehre von Kemberg                                                                                            | Am 29. November 1878 gesprungen und umgegossen im Februar 1879 in die neue Glocke Nr. 1 |
| 1   | 1879     | G. P. K.                      | Bronze   | 18 Zentner    | f         | Psalm 100,2: Dienet dem Herrn mit Freuden, kommt vor sein Angesicht mit Frohlocken. Mich schenkte a. 1657 Wolf Christoph von Arnim. Ich zersprang am 29. November 1878 und wurde umgegossen im Februar 1879 von G.K.P. in… Th. Freygang, Oberpfarrer, A. Otto, Diaconus, E. I.Stiebing, C. Kühn, C.G. Lindau, I. Simon, I. G. Schöne, W. H. Bockelt, I. G. Zeller | 1917 abgeliefert                                                                        |
| 2   | 1657     | George Billig, Kemberg        | Bronze   | 9 Zentner     | ?         | Ps. 100: Jauchzet dem Herrn alle Welt, kommet vor sein Angesicht mit Frohlocken, Geht zu seinen Toren ein mit Danken, zu seinen Vorhöfen mit Loben, Denn der Herr ist freundlich und seine Güte währet ewig, und seine Wahrheit für und für. Amen Gos mich George Billig 1657                                                                                     | Im Jahr 1858 gesprungen und umgegossen im gleichen Jahr in die neue Glocke Nr. 2        |
| 2   | 1858     | Carl Friedrich Ulrich, Apolda | Bronze   | 8 1⁄2 Zentner | a         | Jauchzet dem Herrn alle Welt, kommet vor sein Angesicht mit Frohlocken. Ps. 100 Gott allein die Ehre C. Clausnitzer, Oberpfarrer, Hundertmark, Diakonus Mich goß Carl Friedrich Ulrich in Apolda 1858 | Im Dezember 1922 an die Kirchengemeinde Jessen verkauft.                                |

| Nr. | Gussjahr | Gießer, Gussort | Material  | Masse (kg)     | Schlagton | Inschrift | Foto |
| --- | -------- | --------------- | --------- | -------------- | --------- | --- | ---- |
| 1   | 1922     | Bochumer Verein | Gussstahl | 18 1⁄2 Zentner | fis1      | Dienet dem Herrn mit Freuden, kommt vor sein Angesicht mit Frohlocken, Psalm 100,2. Ich trat 1922 anstelle der im Weltkrieg 1917 enteigneten Bronzeglocke. |      |
| 2   | 1922     | Bochumer Verein | Gussstahl | 9 1⁄2 Zentner  | a1        | O Land, Land, Land, höre des Herrn Wort, Jer. 22,29 Ich wurde in schwerer Zeit aus Gaben der Gemeindeglieder beschafft.                                    |      |

Eine im Jahr 1964 eingebaute elektrische Läuteanlage musste im Jahr 1994 durch eine neue ersetzt werden.

## Kirchengemeinde
Die Kirchengemeinde Pretzsch mit der Stadtkirche St. Nikolaus zu Pretzsch, der Elbschifferkirche zu Priesitz sowie der Dorfkirche zu Sachau  mit vier weiteren Kirchengemeinden und insgesamt 13 Kirchstätten zur Pfarrstelle Bad Schmiedeberg/Pretzsch mit Sitz in Bad Schmiedeberg. Sie ist Teil der Evangelische Kirche in Mitteldeutschland und liegt innerhalb dieser im Kirchenkreis Wittenberg.